# 42-es vízibusz (Velence)
A velencei 42-es jelzésű vízibusz Murano és a városközpont körül közlekedett, párban a 41-es járattal, mely ellentétes irányban járt. A viszonylatot az ACTV üzemeltette.

## Története
A 42-es vízibusz a kezdetektől Murano megállóit kötötte össze a belvárossal. Dupla hurokjáratként közlekedett, megkerülve a főszigetet Muranóra menet. Mivel ez két irányban lehetséges, ezért a két irányt a járatok számozásával különböztették meg. Az óramutató járásával ellenkezően a 42-es, ellentétes irányban a 41-es járt. Indulása óta a járat útvonala nem változott.
A járat előzménye a régi 5-ös család volt, ezek átalakításával 1999-ben jött létre az 51/52-es és 61/62-es párral együtt.
A 2011 téli menetrend bevezetésével átszámozták 4.2-esre.
A régi 42-ös járat története:
| Időszak     | Járat- szám | Megállók |
| ----------- | ----------- | --- |
| 1978 – 1983 | 5           | Riva degli Schiavoni – Tana – Celestia – Ospedale Civile – Fondamente Nuove – Isola San Michele – Murano (Navagrero) – Murano (Museo) – Murano (Fondamenta Venier) – Murano (Serenella) – Murano (Navagero) – Murano (Faro) – Murano (Colonna) – Isola San Michele – Fondamente Nuove – Madonna dell’Orto – San Alvise – Ponte Tre Archi – Ponte Guglie – Ferrovia – Piazzale Roma – Zattere – Santa Eufemia – Redentore – Ostello – San Giorgio Maggiore – Riva degli Schiavoni |
| 1984 – 1995 | 5           | Riva degli Schiavoni – Tana – Celestia – Ospedale Civile – Fondamente Nuove – Isola San Michele – Murano (Navagrero) – Murano (Museo) – Murano (Fondamenta Venier) – Murano (Serenella) – Murano (Navagero) – Murano (Faro) – Murano (Colonna) – Isola San Michele – Fondamente Nuove – Madonna dell’Orto – San Alvise – Ponte Tre Archi – Ponte Guglie – Ferrovia – Piazzale Roma – Zattere – Santa Eufemia – Redentore – Ostello – San Giorgio Maggiore – Riva degli Schiavoni |
| 1984 – 1995 | 5/          | Riva degli Schiavoni – Sant’Elena – Murano (Navagrero) – Murano (Museo) – Murano (Fondamenta Venier) – Murano (Serenella) – Murano (Navagero) – Murano (Faro) – Murano (Colonna) – Ponte Tre Archi – Ponte Guglie – Ferrovia – Piazzale Roma – Tronchetto A (1991-től) – Tronchetto B (1991-től) |
| 1996 – 1998 | 23          | San Zaccaria (Iolanda) – Tana – Celestia – Ospedale Civile – Fondamente Nuove – Cimitero – Murano (Navagero) – Murano (Faro) – Murano (Colonna) – Cimitero – Fondamente Nove – Ospedale Civile – Celestia – Tana – San Zaccaria (Iolanda) (Csak ebben az irányban) |
| 1996 – 1998 | 52 verde    | Lido (Santa Maria Elisabetta) – Sant’Elena – Giardini Biennale – San Zaccharia (Iolanda) – Zattere – Santa Marta – Piazzale Roma – Ferrovia (Bar Roma) – Ponte di Guglie – Ponte di Tre Archi – San Alvise – Madonna dell’Orto – Fondamente Nove – Cimitero – Murano (Colonna) – Murano (Serenella) – Murano (Fondamenta Vernier) – Murano (Museo) – Murano (Navagero) – Murano (Faro) – Murano (Colonna) – Cimitero – Fondamente Nove – Madonna dell’Orto – San Alvise – Ponte di Tre Archi – Ponte di Guglie – Ferrovia (Bar Roma) – Piazzale Roma – Santa Marta – Zattere – San Zaccaria (Iolanda) – Giardini Biennale – Sant’Elena – Lido (Santa Maria Elisabetta) (Csak ebben az irányban) |
| 1996 – 1998 | 52 viola    | Piazzale Roma (Santa Chiara) – Sacca Fisola – Sant’Eufemia – Zitelle – San Zaccaria (Iolanda) – Tana – Celestia – Ospedale Civile – Fondamente Nove – Cimitero – Murano (Colonna) – Murano (Serenella) – Murano (Fondamenta Vernier) – Murano (Museo) – Murano (Navagero) – Murano (Faro) – Murano (Colonna) – Fondamente Nove – Ospedale Civile – Celstia – Tana – San Zaccaria (Iolanda) – Zitelle – Sant’Eufemia – Sacca Fisola – Piazzale Roma (Santa Chiara) (csak ebben az irányban) |
| 1999 – 2011 | 41          | Murano (Museo) – Murano (Navagero) – Murano (Faro) – Murano (Colonna) – Cimitero – Fondamente Nove – Madonna dell’Orto – San Alvise – Ponte di Tre Archi – Ponte di Guglie – Ferrovia (Santa Lucia) – Piazzale Roma (Parisi) – Santa Marta – Sacca Fisola – Santa Eufemia – Redentore – Zitelle – San Zaccaria (Jolanda) – Arsenale – Giardini Biennale – Sant’Elena – San Pietro – Bacini – Celeste – Ospedale – Fondamente Nove – Cimitero – Murano (Colonna) – Murano (Faro) – Murano (Navagero) – Murano (Museo) (Csak ebben az irányban) |
| 1999 – 2011 | 42          | Murano (Museo) – Murano (Navagero) – Murano (Faro) – Murano (Colonna) – Cimitero – Fondamente Nove – Ospedale – Celeste – Bacini – San Pietro – Sant’Elena – Giardini Biennale – Arsenale – San Zaccaria (Jolanda) – Zitelle – Redentore – Santa Eufemia – Sacca Fisola – Santa Marta – Piazzale Roma (Scomenzera) – Ferrovia (Bar Roma) – Ponte di Guglie – Ponte di Tre Archi – San Alvise – Madonna dell’Orto – Fondamente Nove – Cimitero – Murano (Colonna) – Murano (Faro) – Murano (Navagero) – Murano (Museo) (Csak ebben az irányban) |

## Megállóhelyei
| sz. | idő (perc) | megállóhely neve           | látnivalók                                 |
| --- | ---------- | -------------------------- | ------------------------------------------ |
| 0   | 0          | Murano, Museo              | Museo Vetrario, Santa Maria e Donato       |
| 1   | 3          | Murano, Navagero           |                                            |
| 2   | 6          | Murano, Faro               | Faro, Stazione Sperimentale del Vetro      |
| 3   | 9          | Murano, Colonna            |                                            |
| 4   | 12         | Isola San Michele          | Temető (Cimitero)                          |
| 5   | 18         | Fondamente Nove            | Gesuiti                                    |
| 6   | 20         | Ospedale                   | Santi Giovanni e Paolo, Ospedale Civile    |
| 7   | 22         | Celestia                   | San Francesco della Vigna                  |
| 8   | 25         | Bacini                     |                                            |
| 9   | 33         | San Pietro                 | San Pietro                                 |
| 10  | 36         | Certosa                    | Itt csak előzetes kérésre áll meg!         |
| 11  | 42         | Sant’Elena                 | Sant'Elena                                 |
| 12  | 45         | Giardini                   | Giardini Biennale                          |
| 13  | 48         | Arsenale                   | Arsenale, Museo Sorico Navale              |
| 14  | 51         | San Zaccaria (Jolanda)     | Szent Márk tér, Dózse-palota, San Zaccaria |
| 15  | 55         | Zitelle                    | Le Zitelle                                 |
| 16  | 58         | Redentore                  | Il Redentore                               |
| 17  | 61         | Palanca                    |                                            |
| 18  | 64         | Sacca Fisola               |                                            |
| 19  | 68         | Santa Marta                | (nemzetközi kikötő), Santa Marta           |
| 20  | 74         | Piazzale Roma (Scomenzera) |                                            |
| 21  | 77         | Ferrovia (Bar Roma)        | Scalzi                                     |
| 22  | 82         | Ponte Guglie               | Ghetto                                     |
| 23  | 86         | Crea                       | San Giobbe                                 |
| 24  | 91         | San Alvise                 | San Alvise, Ospedale Psichiatrico          |
| 25  | 93         | Madonna dell’Orto          | Madonna dell'Orto                          |
| 26  | 98         | Fondamente Nuove           | Gesuati                                    |
| 27  | 107        | Isola San Michele          | Temető (Cimitero)                          |
| 28  | 110        | Murano, Colonna            |                                            |
| 29  | 114        | Murano, Serenella          |                                            |
| 30  | 117        | Murano, Fondamenta Venier  | Santa Maria degli Angeli                   |
| 31  | 118        | Murano, Da Mula            | San Pietro Martire                         |
| 32  | 120        | Murano, Museo              | Museo Vetrario, Santa Maria e Donato       |